# Wyszków (gemeente)
De gemeente Wyszków is een stad- en landgemeente in het Poolse woiwodschap Mazovië, in powiat Wyszkowski.
De zetel van de gemeente is in Wyszków.
Op 30 juni 2004 telde de gemeente 37 715 inwoners.

## Oppervlakte gegevens
In 2002 bedroeg de totale oppervlakte van gemeente Wyszków 165,6 km², waarvan:
- agrarisch gebied: 53%
- bossen: 29%

De gemeente beslaat 18,89% van de totale oppervlakte van de powiat.

## Demografie
Stand op 30 juni 2004:
| Omschrijving                   | Totaal | Totaal | Vrouwen | Vrouwen | Mannen | Mannen |
| ------------------------------ | ------ | ------ | ------- | ------- | ------ | ------ |
| eenheid                        | aantal | %      | aantal  | %       | aantal | %      |
| inwoners                       | 37 715 | 100    | 19 342  | 51,3    | 18 373 | 48,7   |
| bevolkingsdichtheid (inw./km²) | 227,7  | 227,7  | 116,8   | 116,8   | 110,9  | 110,9  |

In 2002 bedroeg het gemiddelde inkomen per inwoner 1195,44 zł.

## Administratieve plaatsen (sołectwo)
Deskurów, Drogoszewo, Fidest, Gulczewo, Kamieńczyk, Kręgi Nowe, Leszczydół Działki, Leszczydół-Nowiny, Leszczydół-Podwielątki, Leszczydół-Pustki, Lucynów Duży, Lucynów, Łosinno, Natalin, Rybienko Nowe, Olszanka, Rybno, Sitno, Skuszew, Rybienko Stare, Leszczydół Stary, Ślubów, Świniotop, Tulewo, Tulewo Górne, Tumanek, Puste Łąki.

## Overige plaatsen
Błonie, Brzeźniaki, Gajówka Leszczydół, Giziewiczka, Grabnik, Halin, Klin, Kokoszczyzna, Kółko, Latoszek, Leszczyny-Nowiny, Leśniczówka, Leszczydół, Loretto, Mała Przyjma, Marcówka, Nadleśnictwo Leszczydół, Ocięte, Piaski Drugie, Piaski Pierwsze, Podborze, Podkaczelasie, Podrybnie, Rafa, Rogówka, Rozalin, Rybaki, Rybienko Leśne, Rybienko Łochowskie, Rynek, Rzemieńszczyzna, Selerynówka, Suwiec, Zakierzec, Zakręzie, Zalesie.

## Aangrenzende gemeenten
Brańszczyk, Dąbrówka, Jadów, Łochów, Rząśnik, Somianka, Zabrodzie